# Abraxas conialeuca
Abraxas conialeuca är en fjärilsart som beskrevs av Eugen Wehrli 1931. Abraxas conialeuca ingår i släktet Abraxas och familjen mätare. Inga underarter finns listade i Catalogue of Life.